# Ólöf Loftsdóttir

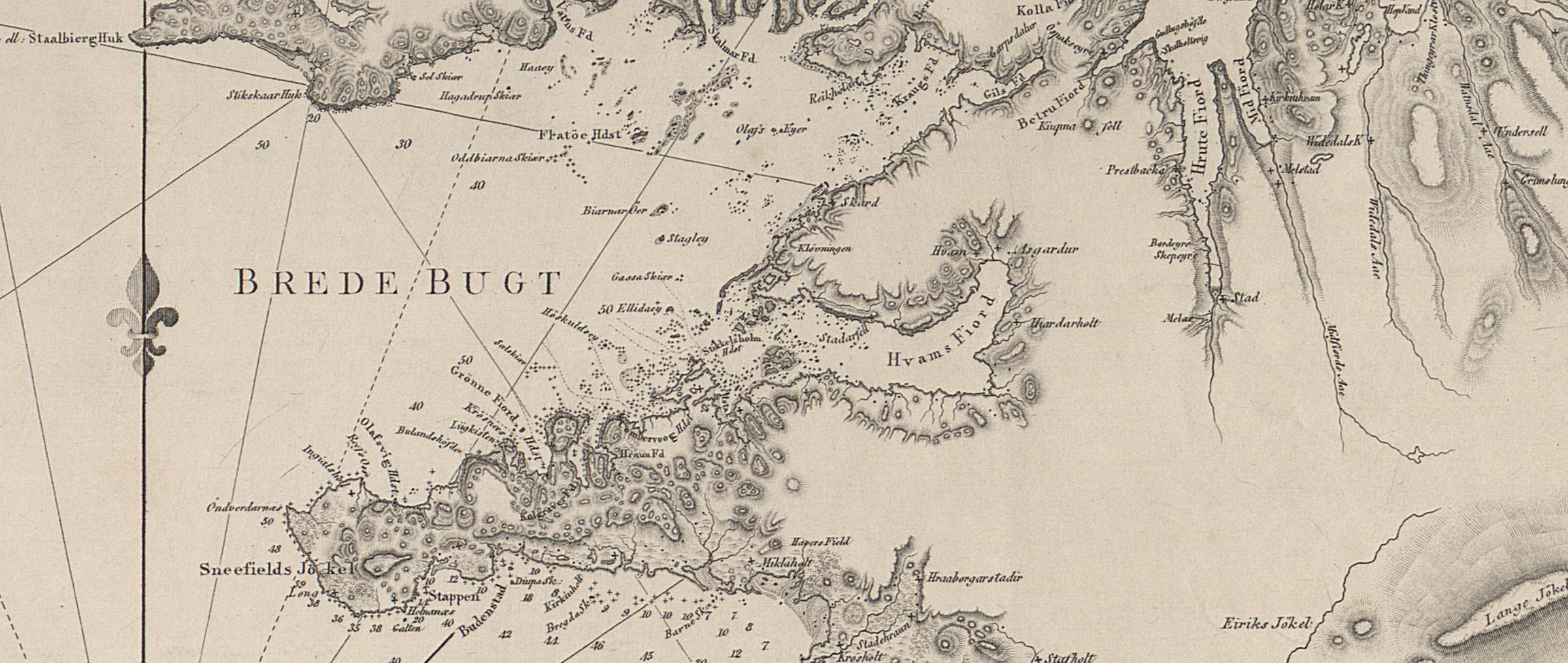
Localización de Skarth

Ólöf Loftsdóttir (c. 1410 - 1479) fue una mujer islandesa políticamente activa. Era hija de Loftur ríki Guttormsson e Ingibjörg Pálsdóttir y estaba casada con Björn Þorleifsson hirðstjóri. Residió en Skarth, en Skarthströnd.

## Secuestro
En 1455, ella y su esposo fueron secuestrados por piratas escoceses en su visita a Orkney y encarcelada en Escocia. Fueron liberados gracias a un rescate pagado por el monarca danés, el rey Cristián I, quien les dio la tarea de expulsar a todos los comerciantes británicos de Islandia en su nombre (los ingleses habían comenzado a pescar y comerciar en Islandia a principios del siglo XV). La pareja inició una disputa con los comerciantes británicos que trabajaban en Islandia a su regreso. En 1467, su esposo fue asesinado en Rif por comerciantes ingleses junto con siete de sus hombres. Fue decapitado en una piedra hoy llamada Björnsstein, que se dice conserva la marca del golpe del hacha. Según se informa, su cuerpo fue cortado en siete pedazos y colocado en barriles enviados a su esposa. Su hijo fue capturado por comerciantes británicos. Ella lo rescató y continuó la guerra por sí misma como representante del monarca danés, capturando numerosos comerciantes y barcos británicos, ya sea esclavizándolos como fuente de mano de obra o expulsándolos de la isla.